# Mistrovství světa v alpském lyžování 2019
Mistrovství světa v alpském lyžování 2019, oficiálně SKISTAR FIS Alpine World Ski Championships 2019, byl v pořadí 45. ročník světového šampionátu, který probíhal ve švédském zimním středisku Åre, ležícím ve stejnojmenné obci Jämtlandského kraje. Konal se od 5. do 17. února 2019.
Na šampionátu startovali lyžaři ze 77 národních výprav. Úvodní závod se uskutečnil v úterý 5. února a poslední se jel v neděli 17. února 2019. Harmonogram zahrnoval pět mužských, pět ženských individuálních závodů a smíšenou týmovou soutěž reprezentačních družstev v paralelním slalomu. Dějištěm se staly závodní tratě Lundsrappet a Gästrappet v areálu National Arena Åre a jako maskot byl vybrán sněhulák Valle. Středisko v Åre hostilo mistrovství světa v alpském lyžování potřetí v historii. Poprvé se tak stalo v roce 1954 a podruhé roku 2007. Na aarských tratích pravidelně probíhaly závody Světového poháru.
Původně oznámený záměr vyřadit superkombinaci z programu následného šampionátu a nahradit ji paralelním slalomem byl revokován. Po zasedání Rady Mezinárodní lyžařské federace během mistrovství bylo oznámeno setrvání superkombinačního závodu v Cortině d'Ampezzo 2021 spolu s paralelním slalomem.
Lídryní medailového pořadí ze závodů jednotlivců se stala 23letá Američanka a průběžně vedoucí žena Světového poháru Mikaela Shiffrinová, s dvěma zlaty a jedním bronzem. Profesionální kariéru na mistrovství ukončili bývalí olympijští vítězové a mistři světa Lindsey Vonnová a Aksel Lund Svindal.

## Pořadatelství
Pořadatel byl zvolen 6. června 2014 na 49. kongresu Mezinárodní lyžařské federace ve španělské Barceloně. Švédské Åre vyhrálo již v prvním kole s devíti hlasy. Druhému kandidátu, italské Cortině d'Ampezzo, následně připadlo pořadatelství světové šampionátu pro rok 2021.

## Harmonogram a traťové informace
| Harmonogram a traťové informace                                | Harmonogram a traťové informace | Harmonogram a traťové informace | Harmonogram a traťové informace                       | Harmonogram a traťové informace | Harmonogram a traťové informace | Harmonogram a traťové informace | Harmonogram a traťové informace | Harmonogram a traťové informace | Harmonogram a traťové informace | Harmonogram a traťové informace | Harmonogram a traťové informace |
| Den                                                            | datum                           | čas                             | závod                                                 | start                           | cíl                             | převýšení                       | délka                           | prům. sklon                     |                                 |                                 |                                 |
| -------------------------------------------------------------- | ------------------------------- | ------------------------------- | ----------------------------------------------------- | ------------------------------- | ------------------------------- | ------------------------------- | ------------------------------- | ------------------------------- | ------------------------------- | ------------------------------- | ------------------------------- |
| Út                                                             | 5. února                        | 12.30                           | Super-G žen                                           | 898 m                           | 396 m                           | 502 m                           | 1670 m                          | 30,1 %                          |                                 |                                 |                                 |
| St                                                             | 6. února                        | 12.30                           | Super-G mužů                                          | 1033 m                          | 396 m                           | 637 m                           | 2172 m                          | 29,3 %                          |                                 |                                 |                                 |
| Pá                                                             | 8. února                        | 11.00                           | Superkombinace žen – sjezd                            | 971 m                           | 396 m                           | 575 m                           | 1930 m                          | 29,7 %                          |                                 |                                 |                                 |
| Pá                                                             | 8. února                        | 16.15                           | Superkombinace žen – slalom                           | 566 m                           | 396 m                           | 170 m                           |                                 |                                 |                                 |                                 |                                 |
| So                                                             | 9. února                        | 12.30                           | Sjezd mužů                                            | 1267 m                          | 396 m                           | 871 m                           | 3122 m                          | 27,9 %                          |                                 |                                 |                                 |
| Ne                                                             | 10. února                       | 12.30                           | Sjezd žen                                             | 898 m                           | 396 m                           | 502 m                           | 1670 m                          | 30,1 %                          |                                 |                                 |                                 |
| Po                                                             | 11. února                       | 12.00                           | Superkombinace mužů – sjezd                           | 1033 m                          | 396 m                           | 637 m                           | 2172 m                          | 29,3 %                          |                                 |                                 |                                 |
| Po                                                             | 11. února                       | 16.00                           | Superkombinace mužů – slalom                          | 578 m                           | 396 m                           | 182 m                           |                                 |                                 |                                 |                                 |                                 |
| Út                                                             | 12. února                       | 16.00                           | Soutěž družstev – smíšená                             | 478 m                           | 396 m                           | 82 m                            | 478 m                           | 17,2 %                          |                                 |                                 |                                 |
| Čt                                                             | 14. února                       | 14.15 18.00                     | Obří slalom žen – 1. kolo Obří slalom žen – 2. kolo   | 736 m                           | 396 m                           | 340 m                           |                                 |                                 |                                 |                                 |                                 |
| Pá                                                             | 15. února                       | 14.15 17.45                     | Obří slalom mužů – 1. kolo Obří slalom mužů – 2. kolo | 812 m                           | 396 m                           | 416 m                           | 1308 m                          | 31,8 %                          |                                 |                                 |                                 |
| So                                                             | 16. února                       | 11.00 14.30                     | Slalom žen – 1. kolo Slalom žen – 2. kolo             | 582 m                           | 396 m                           | 186 m                           | 624 m                           | 29,8 %                          |                                 |                                 |                                 |
| Ne                                                             | 17. února                       | 11.00 14.30                     | Slalom mužů – 1. kolo Slalom mužů – 2. kolo           | 615 m                           | 396 m                           | 219 m                           | 740 m                           | 29,6 %                          |                                 |                                 |                                 |
| Uveden je místní čas (UTC+1). Harmonogram a traťové informace. |                                 |                                 |                                                       |                                 |                                 |                                 |                                 |                                 |                                 |                                 |                                 |

## Medailisté

### Muži
| Závod          | Zlato                       | Zlato   | Stříbro                                          | Stříbro | Bronz                       | Bronz          |
| -------------- | --------------------------- | ------- | ------------------------------------------------ | ------- | --------------------------- | -------------- |
| Sjezd          | Kjetil Jansrud Norsko       | 1:19,98 | Aksel Lund Svindal Norsko                        | 1:20,00 | Vincent Kriechmayr Rakousko | 1:20,31        |
| Super-G        | Dominik Paris Itálie        | 1:24,20 | Johan Clarey Francie Vincent Kriechmayr Rakousko | 1:24,29 | bronz neudělen              | bronz neudělen |
| Obří slalom    | Henrik Kristoffersen Norsko | 2:20,24 | Marcel Hirscher Rakousko                         | 2:20,44 | Alexis Pinturault Francie   | 2:20,66        |
| Slalom         | Marcel Hirscher Rakousko    | 2:05,86 | Michael Matt Rakousko                            | 2:06,51 | Marco Schwarz Rakousko      | 2:06,62        |
| Superkombinace | Alexis Pinturault Francie   | 1:47,71 | Štefan Hadalin Slovinsko                         | 1:47,96 | Marco Schwarz Rakousko      | 1:48,17        |

### Ženy
| Závod          | Zlato                                      | Zlato   | Stříbro                        | Stříbro | Bronz                                      | Bronz   |
| -------------- | ------------------------------------------ | ------- | ------------------------------ | ------- | ------------------------------------------ | ------- |
| Sjezd          | Ilka Štuhecová Slovinsko                   | 1:01,74 | Corinne Suterová Švýcarsko     | 1:01,97 | Lindsey Vonnová Spojené státy americké     | 1:02,23 |
| Super-G        | Mikaela Shiffrinová Spojené státy americké | 1:04,89 | Sofia Goggiová Itálie          | 1:04,91 | Corinne Suterová Švýcarsko                 | 1:04,94 |
| Obří slalom    | Petra Vlhová Slovensko                     | 2:01,97 | Viktoria Rebensburgová Německo | 2:02,11 | Mikaela Shiffrinová Spojené státy americké | 2:02,35 |
| Slalom         | Mikaela Shiffrinová Spojené státy americké | 1:57,05 | Anna Swenn-Larssonová Švédsko  | 1:57,63 | Petra Vlhová Slovensko                     | 1:58,08 |
| Superkombinace | Wendy Holdenerová Švýcarsko                | 2:02,13 | Petra Vlhová Slovensko         | 2:02,16 | Ragnhild Mowinckelová Norsko               | 2:02,58 |

### Družstva
| Závod           | Zlato | Stříbro | Bronz |
| --------------- | --- | --- | --- |
| Soutěž družstev | ŠvýcarskoAline Daniothová Andrea Ellenbergerová Wendy Holdenerová Sandro Simonet Daniel Yule Ramon Zenhäusern | RakouskoFranziska Gritschová Christian Hirschbühl Katharina Liensbergerová Michael Matt Marco Schwarz Katharina Truppeová | ItálieMarta Bassinová Irene Curtoniová Lara Della Meaová Simon Maurberger Riccardo Tonetti Alex Vinatzer |

## Medailové pořadí

### Medailové pořadí národů
| Pořadí         | Stát                   | Zlato | Stříbro | Bronz | Celkově |
| 1.             | Norsko                 | 2     | 1       | 1     | 4       |
| 1.             | Švýcarsko              | 2     | 1       | 1     | 4       |
| 3.             | Spojené státy americké | 2     | 0       | 2     | 4       |
| 4.             | Rakousko               | 1     | 4       | 3     | 8       |
| 5.             | Francie                | 1     | 1       | 1     | 3       |
| 5.             | Itálie                 | 1     | 1       | 1     | 3       |
| 5.             | Slovensko              | 1     | 1       | 1     | 3       |
| 8.             | Slovinsko              | 1     | 1       | 0     | 2       |
| 9.             | Německo                | 0     | 1       | 0     | 1       |
| 9.             | Švédsko                | 0     | 1       | 0     | 1       |
| Medailové sady | Medailové sady         | 11    | 12      | 10    | 33      |

### Individuální medailové pořadí
| Pořadí                                                                    | Lyžař                        | Zlato | Stříbro | Bronz | Celkově |
| 1.                                                                        | Mikaela Shiffrinová (USA)    | 2     | 0       | 1     | 3       |
| 2.                                                                        | Petra Vlhová (SVK)           | 1     | 1       | 1     | 3       |
| 3.                                                                        | Marcel Hirscher (AUT)        | 1     | 1       | 0     | 2       |
| 4.                                                                        | Alexis Pinturault (FRA)      | 1     | 0       | 1     | 2       |
| 5.                                                                        | Wendy Holdenerová (SUI)      | 1     | 0       | 0     | 1       |
| 5.                                                                        | Kjetil Jansrud (NOR)         | 1     | 0       | 0     | 1       |
| 5.                                                                        | Henrik Kristoffersen (NOR)   | 1     | 0       | 0     | 1       |
| 5.                                                                        | Dominik Paris (ITA)          | 1     | 0       | 0     | 1       |
| 5.                                                                        | Ilka Štuhecová (SLO)         | 1     | 0       | 0     | 1       |
| 10.                                                                       | Vincent Kriechmayr (AUT)     | 0     | 1       | 1     | 2       |
| 10.                                                                       | Corinne Suterová (SUI)}      | 0     | 1       | 1     | 2       |
| 12.                                                                       | Johan Clarey (FRA)           | 0     | 1       | 0     | 1       |
| 12.                                                                       | Sofia Goggiová (ITA)         | 0     | 1       | 0     | 1       |
| 12.                                                                       | Štefan Hadalin (SLO)         | 0     | 1       | 0     | 1       |
| 12.                                                                       | Michael Matt (AUT)           | 0     | 1       | 0     | 1       |
| 12.                                                                       | Viktoria Rebensburgová (GER) | 0     | 1       | 0     | 1       |
| 12.                                                                       | Aksel Lund Svindal (NOR)     | 0     | 1       | 0     | 1       |
| 12.                                                                       | Anna Swenn-Larssonová (SWE)  | 0     | 1       | 0     | 1       |
| 19.                                                                       | Marco Schwarz (AUT)          | 0     | 0       | 2     | 2       |
| 20.                                                                       | Ragnhild Mowinckelová (NOR)  | 0     | 0       | 1     | 1       |
| 20.                                                                       | Lindsey Vonnová (USA)        | 0     | 0       | 1     | 1       |
| Medailové sady*                                                           | Medailové sady*              | 10    | 11      | 9     | 30      |
| * – Medailové pořadí lyžařů ze závodů jednotlivců, bez souutěže družstev. |                              |       |         |       |         |

## Účastnické státy
Na Mistrovství světa 2019 startovali lyžaři ze 77 členských výprav Mezinárodní lyžařské federace, kteří soupeřili o 11 medailových sad a celkem 48 medailí.
- Albánie (5)
- Andorra (3)
- Argentina (5)
- Arménie (2)
- Austrálie (3)
- Belgie (6)
- Bělorusko (4)
- Bolívie (1)
- Bosna a Hercegovina (8)
- Bulharsko (3)
- Černá Hora (2)
- Česko (10)
- Čína (13)
- Čínská Tchaj-pej (1)
- Dánsko (5)
- Estonsko (1)
- Finsko (9)
- Francie (24)
- Ghana (1)
- Gruzie (5)
- Haiti (2)
- Chile (2)
- Chorvatsko (8)
- Indie (1)
- Írán (11)
- Irsko (3)
- Island (8)
- Itálie (22)
- Izrael (2)
- Japonsko (4)
- Jižní Afrika (1)
- Jižní Korea (1)
- Jordánsko (1)
- Kanada (15)
- Kazachstán (3)
- Kolumbie (1
- Kosovo (5)
- Kypr (4)
- Kyrgyzstán (4)
- Libanon (8)
- Lichtenštejnsko (3)
- Litva (3)
- Lotyšsko (8)
- Lucembursko (2)
- Madagaskar (2)
- Maďarsko (5)
- Severní Makedonie (4)
- Maroko (2)
- Malta (1)
- Mexiko (3)
- Monako (2)
- Německo (22)
- Nepál (1)
- Nizozemsko (3)
- Norsko (20)
- Nový Zéland (5)
- Peru (1)
- Polsko (1)
- Portugalsko (3)
- Rakousko (26)
- Rumunsko (3)
- Rusko (9)
- Řecko (10)
- Slovensko (9)
- Slovinsko (14)
- Spojené království (9)
- Srbsko (9)
- Španělsko (5)
- Švédsko (24)
- Švýcarsko (24)
- Thajsko
- Tonga (1)
- Ukrajina (5)
- Spojené státy americké (13)
- Uzbekistán (1)
- Venezuela (1)
- Východní Timor (1)